# アデルリン・ロドリゲス
アデルリン・ロドリゲス （Aderlin Rodriguez、1991年11月18日 - ）は、ドミニカ共和国サントドミンゴ出身のプロ野球選手（内野手、外野手）。リーガ・メヒカーナ・デ・ベイスボル（メキシカンリーグ）のティフアナ・ブルズ所属。右投右打。

## 経歴

### プロ入りとメッツ傘下時代
2008年7月2日にニューヨーク・メッツと契約してプロ入り。
2015年は、AA級ビンガムトン・メッツでプレーしていたが、7月15日にFAとなった。

### マリナーズ傘下時代
2015年7月21日にシアトル・マリナーズとマイナー契約を結び、AA級ジャクソン・ジェネラルズに配属された。11月6日にFAとなった。

### オリオールズ傘下時代
2016年1月18日にボルチモア・オリオールズとマイナー契約を結んだ。A+級フレデリック・キーズで130試合に出場し、打率.304、26本塁打、93打点の成績を残した。
2017年は、AA級ボウイ・ベイソックスで125試合に出場し、打率.279、22本塁打、76打点の成績を残した。11月6日にFAとなったが、12月22日にマイナー契約で再契約した。
2018年は、AA級ボウイ・ベイソックスで128試合に出場し、打率.286、23本塁打、92打点の成績を残した。11月2日にFAとなった。オフに千葉ロッテマリーンズの秋季キャンプにて入団テストを受けたが不合格となった。

### パドレス傘下時代
2018年12月21日にサンディエゴ・パドレスとマイナー契約を結び、翌年のスプリングトレーニングに招待選手として参加することになった。
2019年は、AAA級エルパソ・チワワズで75試合に出場し、打率.321、19本塁打、64打点の成績を残した。

### オリックス時代
2019年12月23日にタイラー・ヒギンスと共にオリックス・バファローズと契約を結んだ。背番号は42。
2020年は7月29日の北海道日本ハムファイターズ戦で左手首に死球を受け、7月30日に一軍登録を抹消された。59試合の出場で打率.218、6本塁打、25打点に留まった。オフの12月2日に自由契約公示された。

### タイガース傘下時代
2021年1月17日にデトロイト・タイガースとマイナー契約を結んだ。この年はAAA級トレド・マッドヘンズで116試合に出場し、打率.290、29本塁打、94打点の成績を残した。オフの11月7日にFAとなった。

### パドレス傘下時代
2022年1月4日にサンディエゴ・パドレスとマイナー契約を結び、スプリングトレーニングに招待選手として参加することになった。6月9日に自由契約となった。

### 阪神時代
2022年6月20日、ジェフリー・マルテの故障、メル・ロハス・ジュニアの不振と、ロドリゲスがNPBでプレーした経験があることを背景に、阪神タイガースと契約したことが発表された。背番号は91。7月8日に来日し、同12日に入団会見を行った。その後、二軍での調整を経て7月22日に一軍昇格。同日の対横浜DeNAベイスターズ戦（阪神甲子園球場）に代打で出場すると、初打席で2点適時二塁打を放った。7月29日、対ヤクルト戦で「7番・一塁手」として先発出場し、移籍後初の本塁打を放った。8月7日の対広島東洋カープ戦（MAZDA Zoom-Zoom スタジアム広島）では6番に座り、7番のロハスと共に2者連続本塁打を放った。その後ヒットが出なくなり、8月28日に出場選手登録を抹消された。シーズン終了後の10月28日に退団が発表され、12月2日に自由契約公示された。

### メキシカンリーグ時代
2023年5月3日にリーガ・メヒカーナ・デ・ベイスボル（メキシカンリーグ）のティフアナ・ブルズと契約した。この年は78試合に出場し、打率.310、25本塁打、77打点を記録した。
2024年もティフアナと契約し、46試合に出場して打率.216、10本塁打、25打点、3盗塁を記録した。シーズン終了後にFAとなった。10月12日に同リーグのレオン・ブラボーズと契約を結んだ。
2025年は開幕から32試合に出場して打率.352、ランキングトップの16本塁打、15二塁打、31打点と好調を維持しチームを牽引していたが、5月29日に1対4の交換トレードでティフアナ・ブルズに復帰した。

## 選手としての特徴
マイナー通算174本塁打を誇る長打力が最大の持ち味。
守備力の低さを大きな課題としている。一塁の守備しか守れず、その一塁手としての守備さえも不安が残るとされる。オリックス時代は38試合の出場で8失策を犯している。

## 詳細情報

### 年度別打撃成績
| 年 度     | 球 団      | 試 合 | 打 席 | 打 数 | 得 点 | 安 打 | 二 塁 打 | 三 塁 打 | 本 塁 打 | 塁 打 | 打 点 | 盗 塁 | 盗 塁 死 | 犠 打 | 犠 飛 | 四 球 | 敬 遠 | 死 球 | 三 振 | 併 殺 打 | 打 率 | 出 塁 率 | 長 打 率 | O P S |
| --------- | ---------- | ----- | ----- | ----- | ----- | ----- | -------- | -------- | -------- | ----- | ----- | ----- | -------- | ----- | ----- | ----- | ----- | ----- | ----- | -------- | ----- | -------- | -------- | ----- |
| 2020      | オリックス | 59    | 211   | 193   | 11    | 42    | 10       | 0        | 6        | 70    | 25    | 1     | 0        | 0     | 1     | 14    | 0     | 3     | 55    | 3        | .218  | .280     | .363     | .642  |
| 2022      | 阪神       | 24    | 70    | 65    | 5     | 10    | 2        | 0        | 2        | 18    | 9     | 0     | 0        | 0     | 1     | 2     | 0     | 2     | 17    | 4        | .154  | .200     | .277     | .477  |
| 通算：2年 | 通算：2年  | 83    | 281   | 258   | 16    | 52    | 12       | 0        | 8        | 88    | 34    | 1     | 0        | 0     | 2     | 16    | 0     | 5     | 72    | 7        | .202  | .260     | .341     | .601  |

- 2022年度シーズン終了時

### 年度別守備成績
| 年 度 | 球 団      | 一塁  | 一塁  | 一塁  | 一塁  | 一塁  | 一塁     |
| 年 度 | 球 団      | 試 合 | 刺 殺 | 補 殺 | 失 策 | 併 殺 | 守 備 率 |
| ----- | ---------- | ----- | ----- | ----- | ----- | ----- | -------- |
| 2020  | オリックス | 38    | 280   | 18    | 8     | 24    | .974     |
| 通算  | 通算       | 38    | 280   | 18    | 8     | 24    | .974     |

- 2021年度シーズン終了時

### 表彰
NPB
- 月間サヨナラ賞：1回（2020年6・7月）

### 記録

#### NPB
初記録
- 初出場・初先発出場：2020年6月19日、対東北楽天ゴールデンイーグルス1回戦（京セラドーム大阪）、2番・指名打者で先発出場
- 初打席：同上、1回裏に則本昂大から左飛
- 初安打：2020年6月20日、対東北楽天ゴールデンイーグルス2回戦（京セラドーム大阪）、1回裏に松井裕樹から左前安打
- 初打点：2020年6月21日、対東北楽天ゴールデンイーグルス3回戦（京セラドーム大阪）、2回裏に石橋良太から左翼適時二塁打
- 初本塁打：2020年6月30日、対埼玉西武ライオンズ1回戦（メットライフドーム）、7回表に髙橋光成から左越2ラン
- 初盗塁：2020年7月9日、対北海道日本ハムファイターズ3回戦（京セラドーム大阪）、8回裏に二盗（投手：宮西尚生、捕手：清水優心）

### 背番号
- 42（2020年）
- 91（2022年7月11日 - 同年終了）